# Sherly Ground
 (mars 2025).
Le stade Sherly Ground est le stade de l'équipe de football des îles Vierges britanniques, ce stade se situe à Road Town capitale des îles Vierges britanniques.
Sa capacité est de 1 500 places.